# Escalímetre
Un escalímetre (anomenat de vegades regle d'arquitecte) és un regle especial, habitualment amb una secció transversal en forma de prisma triangular complex per tal de contenir fins a sis diferents escales en un mateix regle. S'utilitza per mesurar dibuixos i té habitualment 30 centímetres de llarg, tot i que n'hi ha de més petits i de butxaca. A les seves vores té diferents rangs amb escales calibrades i només cal girar-lo sobre el seu eix longitudinal per veure l'escala apropiada. Igual que amb el triple decímetre, es pot utilitzar per mesurar escales no definides en el seu cos, fent els càlculs mentalment.

## Materials

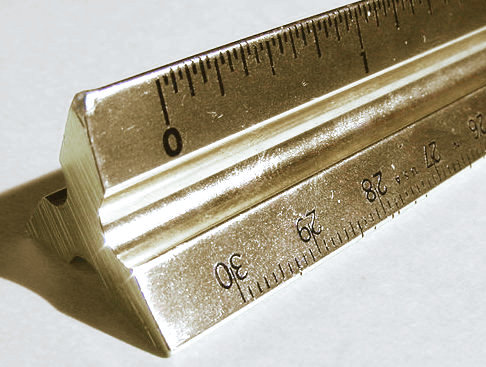
Escalímetre triangular fet de llautó.

Els regles i escalímetres s'han fet tradicionalment de fusta (generalment amb fusta de faig) i per poder aconseguir precisió i longevitat s'han emprat materials que ofereixen al mateix temps durabilitat i estabilitat. En l'actualitat el més comú és trobar els escalímetres fabricats amb plàstics rígids o alumini. Depenent del nombre d'escales incloses en el regle la secció transversal pot ser aplanada (dues o quatre escales) triangular (sis escales, que sol ser la més habitual) o quadrada (vuit escales).

## Escales habituals

### Unitats mètriques

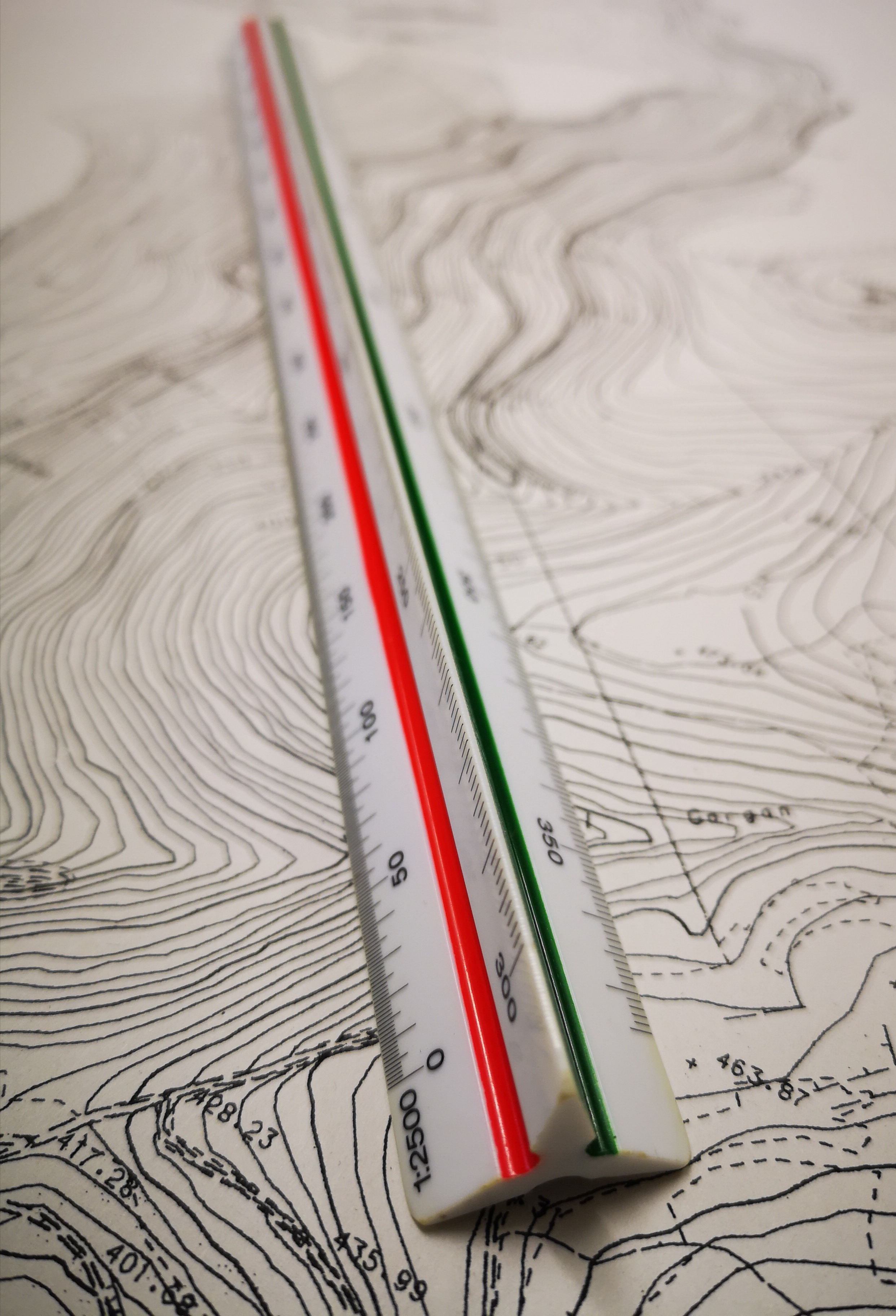
Escalímetre triangular de plàstic rígid.

Els escalímetres emprats a Europa i en altres zones que adopten el sistema mètric es dissenyen amb escales d'aquest sistema. D'aquesta manera, els dibuixos contenen les escales i les unitats habituals. Les unitats de longitud normalitzades en el sistema SI poden diferir en diferents països, normalment, es fa servir mil·límetres (mm) a Anglaterra i metres (m), mentre que a França es treballa generalment en centímetres (cm) i metres.
Els escalímetres plans contenen dues escales que solen ser:
- 1:1/1:100
- 1:5/1:50
- 1:20/1:200
- 1:1250/1:2500

En els escalímetres triangulars, els valors habituals són:
- 1:1/1:10
- 1:2/1:20
- 1:5/1:50
- 1:100/1:200
- 1:500/1:1000
- 1:1250/1:2500